# Konstantin Makarow
Konstantin Walentinowicz Makarow, ros. Константин Валентинович Макаров (ur. 18 czerwca 1931 w Tichoriecku, zm. 3 sierpnia 2011 w Moskwie) – radziecki i rosyjski dowódca wojskowy, admirał floty.
Służbę pełnił od 1949. Od lutego 1985 był dowódcą Floty Bałtyckiej, a od 1985 – szefem Sztabu Głównego – pierwszym zastępcą dowódcy Marynarki Wojennej.
Do stopnia admirała floty mianowany 14 listopada 1989 roku.